# 港鐵巴士

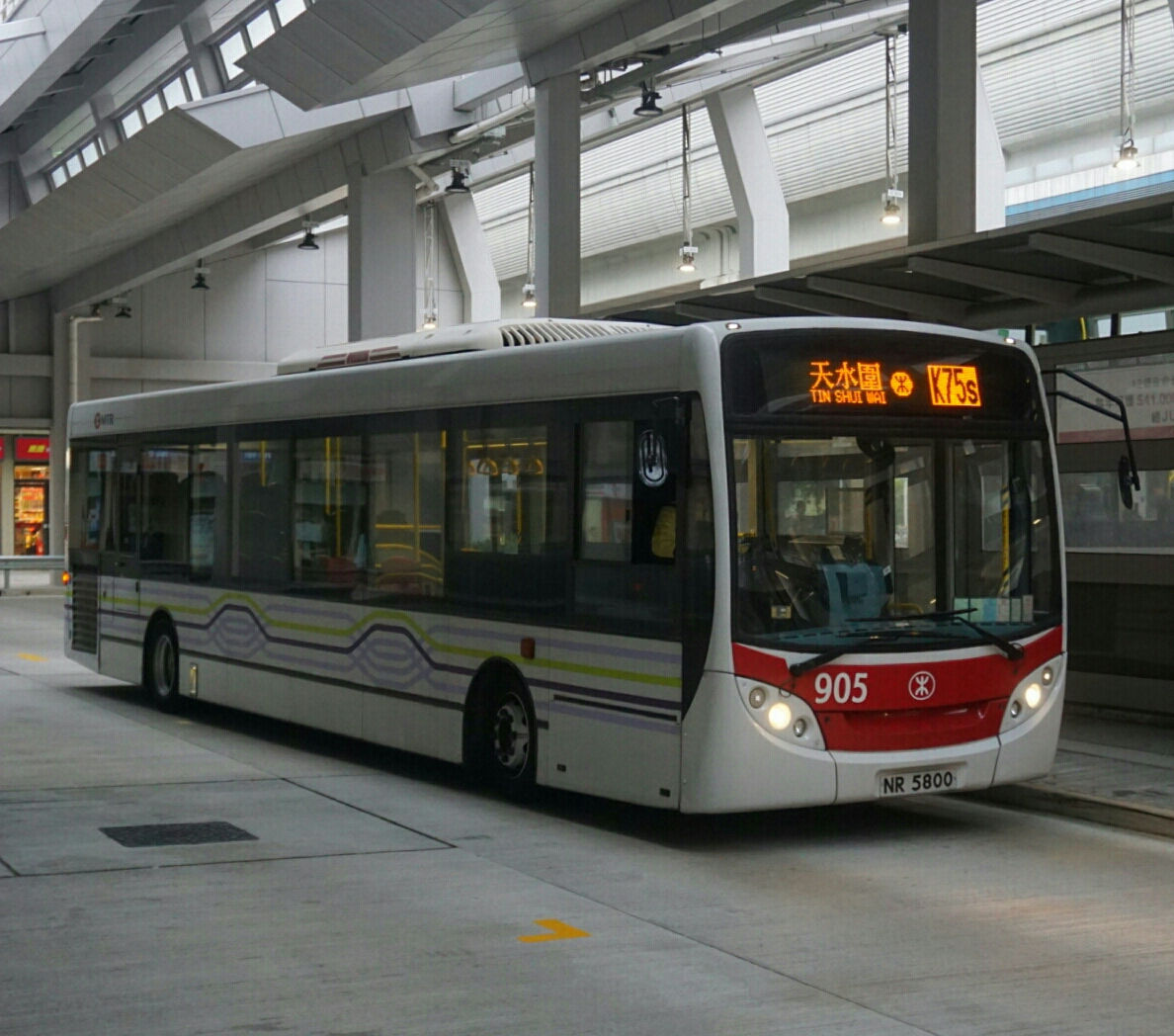
亞歷山大丹尼士Enviro 200 Dart單層巴士

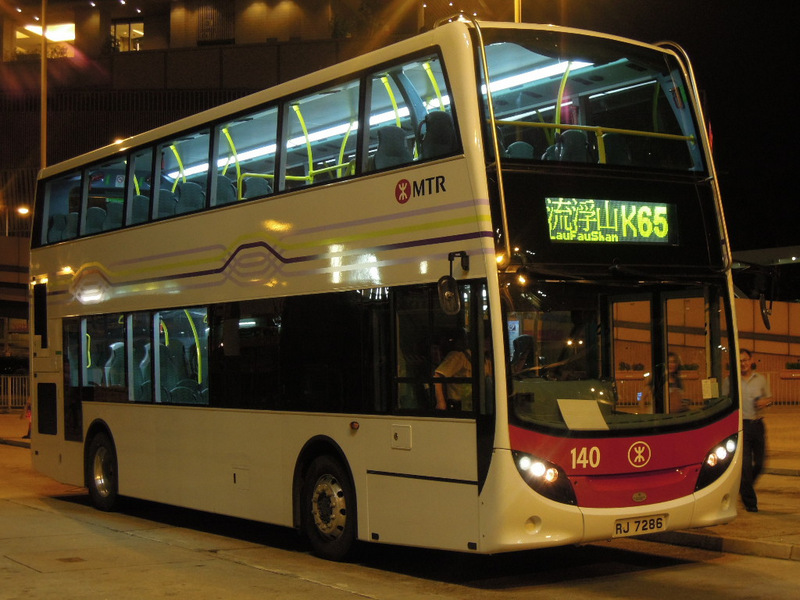
亞歷山大丹尼士Enviro 400

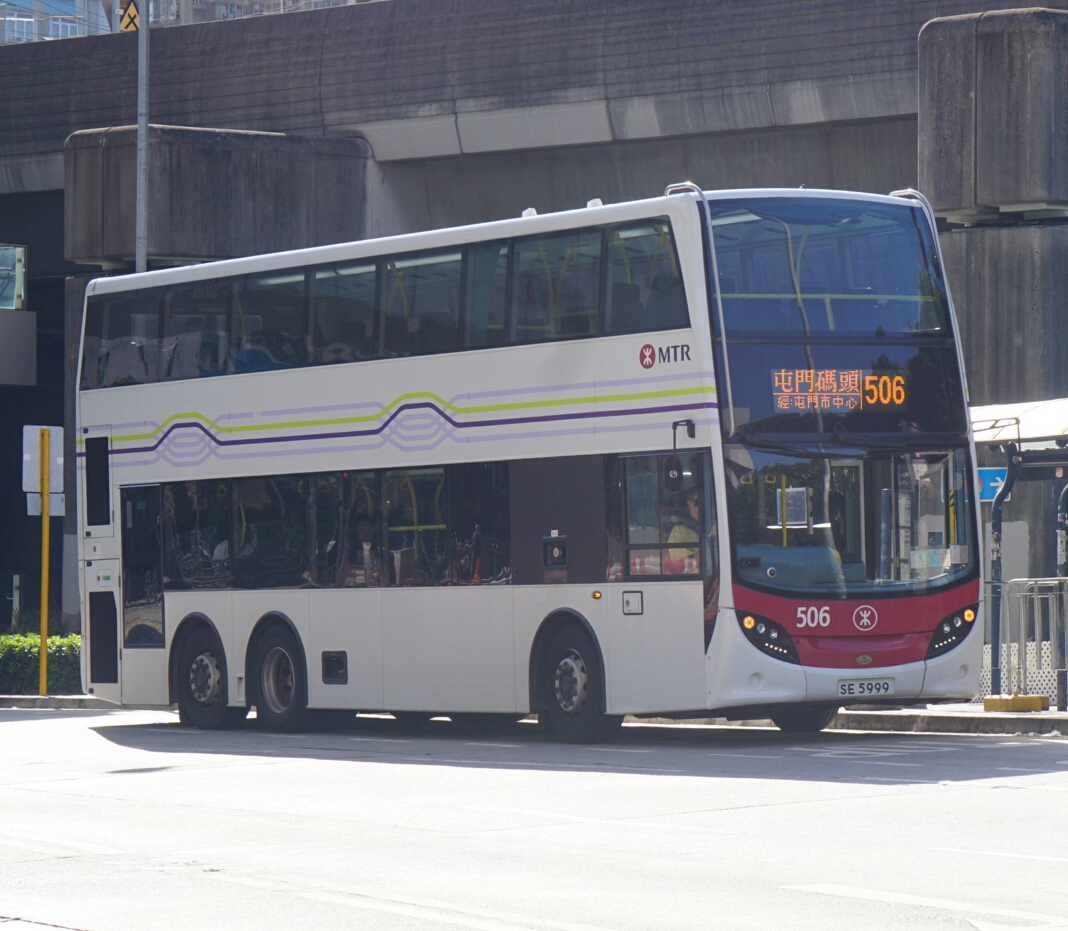
亞歷山大丹尼士Enviro 500 MMC

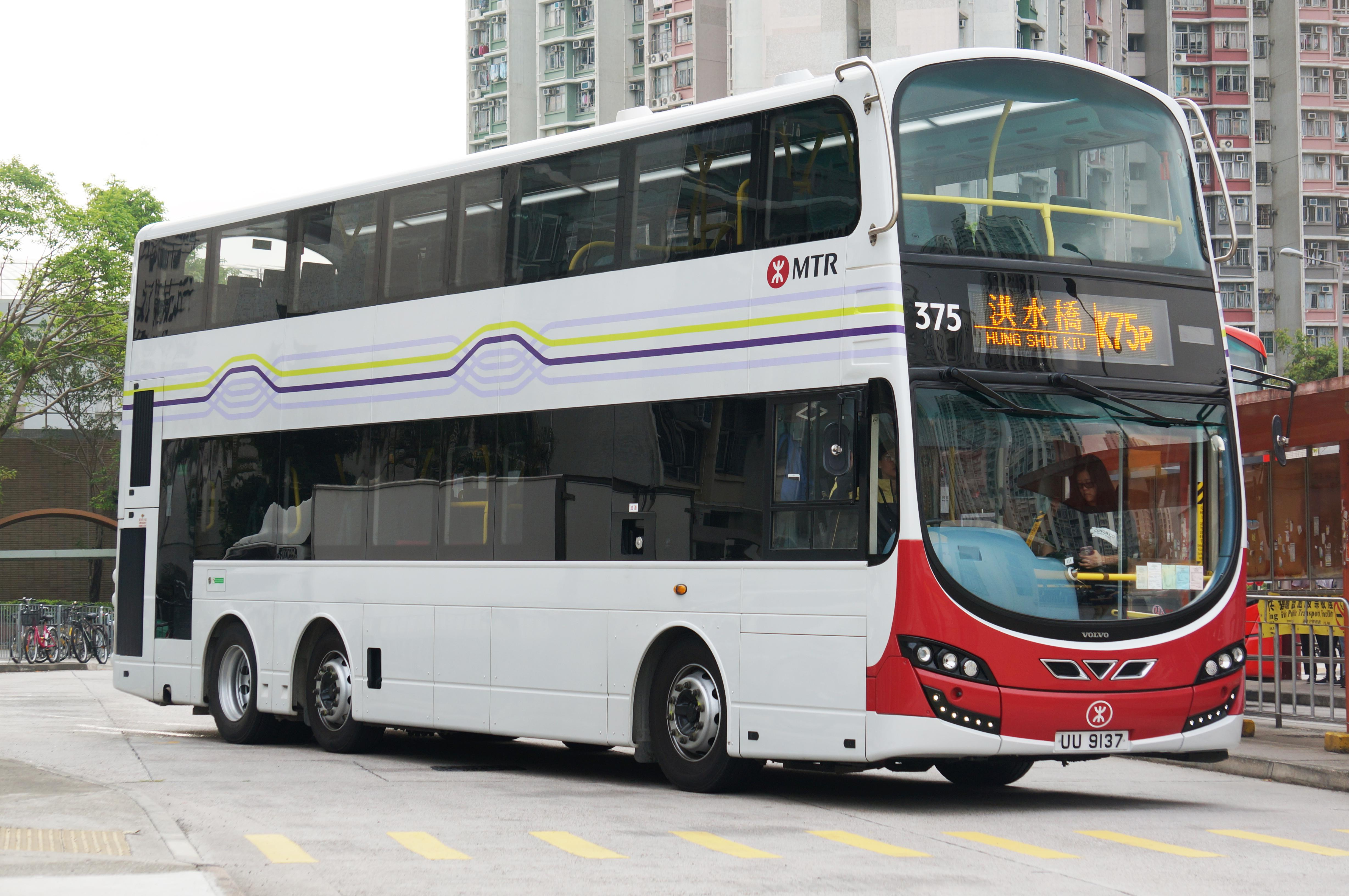
富豪B9TL

港鐵巴士（簡稱鐵巴）為港鐵公司轄下巴士服務的簡稱，分為兩大類：「港鐵接駁巴士」及「港鐵巴士（新界西北）」。前者主要服務大埔區，接駁東鐵綫；後者主要服務元朗區及屯門區，接駁屯馬綫及輕鐵。

## 歷史及概要

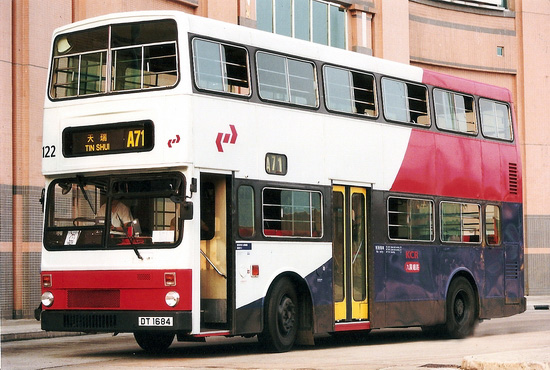
九廣鐵路公司由1987年起買進39輛第二型的9.7米兩軸都城巴士，於2004年至2005年10月退役

港鐵巴士的前身──九鐵巴士於1985年9月9日開始運作，吸引距離鐵路車站較遠的乘客前往九廣鐵路英段（後來改稱九廣東鐵，今東鐵綫）。兩鐵合併後，更名港鐵接駁巴士（路線編號以「K」字代表），是指由九龍巴士特許營運的東鐵綫接駁巴士路線。
港鐵巴士（新界西北），兩鐵合併前稱為輕鐵接駁巴士，1988年開始營運，是指於新界西部行走的九廣西鐵及輕鐵的接駁巴士（路線編號同樣以「K」字代表，但506線除外）路線的統稱。
過往的接駁巴士服務由九廣鐵路公司的單一部門——巴士營運部負責營運。到2003年九廣西鐵通車時，各部門重新調整之下九廣東鐵及九廣西鐵的接駁巴士服務由兩條鐵路的營運部門各自負責。接駁巴士也由「巴士營運部」改稱為「巴士車務科」。
在2007年兩鐵合併後，港鐵公司將輕鐵接駁巴士及東鐵接駁巴士分別改稱港鐵巴士（新界西北）及港鐵接駁巴士。
港鐵採用綜合收費系統，鐵路乘客持八達通而轉乘接駁巴士或乘接駁巴士後轉乘鐵路，車費較低之一程可獲免費優惠（K12線假日班次除外）。若乘客只乘坐接駁巴士而不乘搭東鐵綫、屯馬綫或輕鐵，則須繳付巴士車資。
雖然過往的九鐵巴士與兩鐵合併後的港鐵巴士均屬於非專利巴士業務，但亦有車齡最長不超過18年的規定（與專營巴士相同），同時享受香港政府免稅油的優惠（僅適用於港鐵巴士（新界西北））。不過，由於香港政府已於2008年7月14日起，取消車用柴油稅，所以實際上所有港鐵巴士使用的柴油，均是免稅的；此外，香港政府已於2014年2月1日起實施的柴油商用車十五年退役期限，港鐵巴士亦已包括在內。此外，港鐵巴士須申領相關巴士總站的禁區許可證以便駛入和停泊。
另一方面，港鐵公司的前身地下鐵路公司，於1983年曾計劃提供地鐵巴士服務，但因遭當時其中兩間專利巴士公司——九龍巴士及中華巴士反對，所以最後未有成事。結果當時已購入的二手倫敦DMS巴士，轉售予城巴。
至於票價調整方面，港鐵巴士（新界西北）的車費是與港鐵其他路綫一樣，根據可加可減機制於每年檢討一次，而港鐵接駁巴士則按九巴一樣申請調整票價，並於行政會議通過後才獲調整票價。

## 港鐵接駁巴士（東鐵綫）

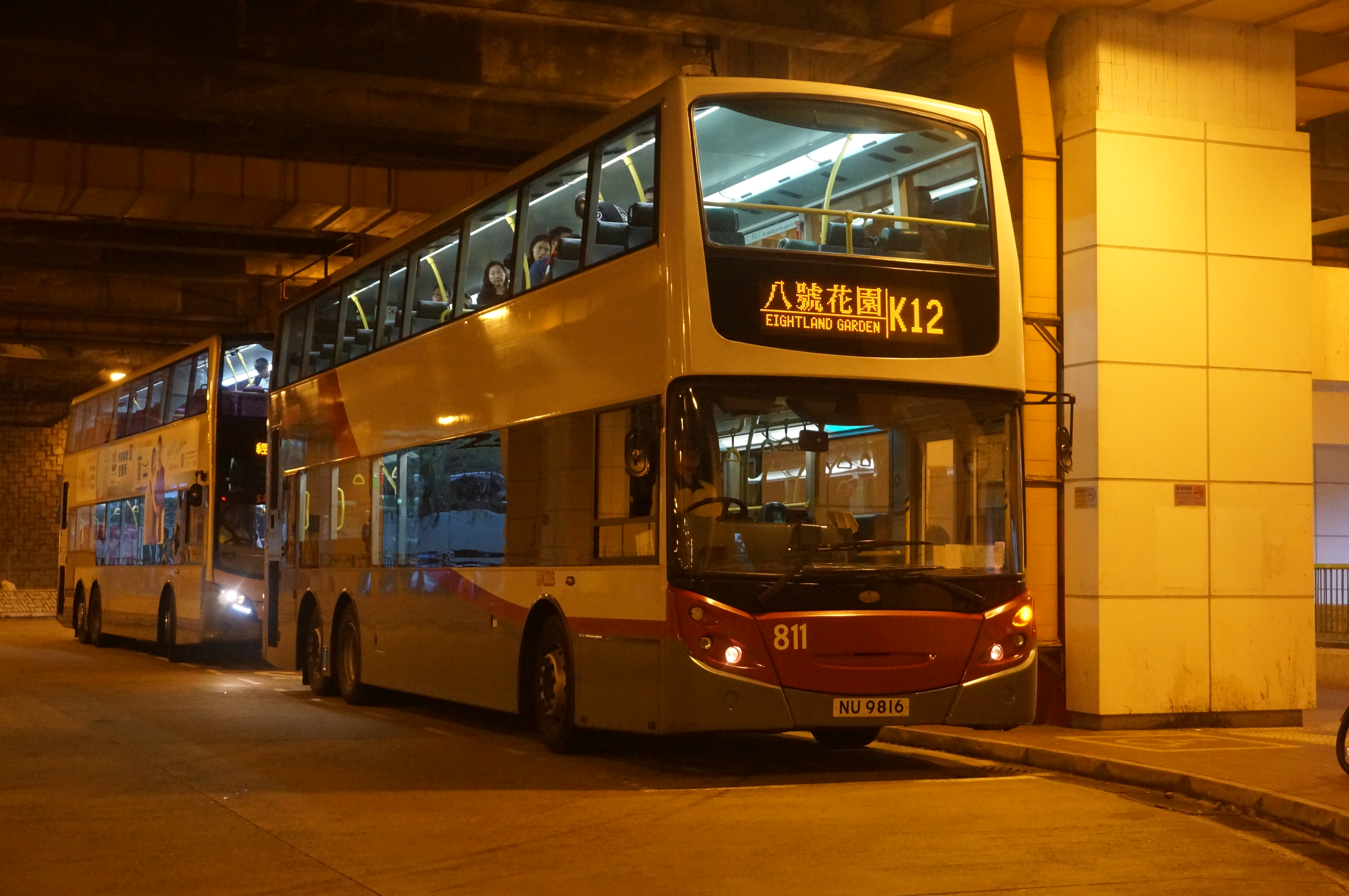
亞歷山大丹尼士Enviro 500港鐵接駁巴士

港鐵接駁巴士原名「東鐵接駁巴士」，主要為九廣東鐵（今東鐵綫）乘客提供的接駁巴士服務，方便乘客以八達通免費乘搭接駁巴士，由港鐵車站免費往返不同未有鐵路連繫的周邊地區。現時設有4條專利巴士路線行走大埔新市鎮區內，並由九巴以特許營運港鐵公司的巴士車隊方式提供服務。

### 路線
現時，港鐵公司向九龍巴士公司特許營運開辦4條港鐵接駁巴士綫，包括：
| 路綫 | 起終／終站 | 起終／終站 | 起終／終站 | 指定港鐵轉車站 | 備註                                                | 收費（港幣） |
| ---- | ---------- | ---------- | ---------- | -------------- | --------------------------------------------------- | --- |
| K12  | 八號花園   | ↔          | 大埔墟站   | 大埔墟站       | 服務時間至晚上10時 星期日及公眾假期不設任何轉乘優惠 | 成人／學生：$4.8 小童：$2.4 長者：$2.4（現金）／$2.0（八達通） 殘疾人士：$4.8（現金）／$2.0（八達通） 60-64歲香港居民：$4.8（現金）／$2.0（樂悠咭） |
| K14  | 大埔超級城 | →          | 大埔墟站   | 大埔墟站       | 只在星期一至六上午7時至10時提供服務                 | |
| K17  | 富善       | ↔          | 大埔墟站   | 大埔墟站       | 只在星期一至六提供服務                              | |
| K18  | 廣福       | ↔          | 大埔墟站   | 大埔墟站       | 只在星期一至六提供服務                              | |

註：
- K12線於2000年5月28日起提供全日服務，但由於的士團體認為此舉扼殺他們的生存空間，因此該線假日不設轉車優惠，所有乘客（包括持有上水／烏溪沙－尖東全月通加強版的乘客）於星期日及公眾假期乘搭該線必須繳付正價車費。
- 轉乘優惠不可以與機場快綫免費港鐵接駁服務共用；
- 使用「全月通1（上水／烏溪沙－尖東）」的乘客，可以在有效期內的星期一至星期六（公眾假期除外）免費無限次乘搭上述路綫。
- 使用「學生身分」個人八達通乘搭上述路綫，會被扣除成人車費（由港鐵接駁巴士→港鐵並高於該程巴士車費，或由港鐵→港鐵接駁巴士除外）。
- 65歲或以上長者使用長者或個人八達通（包括「樂悠咭」），以及12歲以下合資格殘疾兒童使用「殘疾人士身分」個人八達通乘搭上述路綫，可享有每程優惠車費HK$2或一般小童車費（以較低者為準）；12-64歲合資格殘疾人士使用「殘疾人士身分」個人八達通，以及60-64歲香港居民使用「樂悠咭」乘搭上述路綫，可享有每程收費HK$2，如以現金繳付車費，則必須繳付成人車費。
- 港鐵特別車費優惠日推廣不適用於上述路綫。
- 使用「機場快綫旅遊票」（一程或兩程機場快綫單程車程及連續3天無限次乘搭港鐵車程仍然有效期間）不會享有免費轉乘優惠。
- 「遊客全日通」及「遊客過境旅遊票」不適用於上述路綫，乘客如使用有關車票乘搭上述路綫，必須繳付正價車費。
- 轉乘模式可以為以下模式：

1. 港鐵←→港鐵接駁巴士，或
2. 港鐵接駁巴士←→港鐵←→輕鐵或港鐵巴士。

- 如巴士上的八達通機發生故障，乘客必須使用現金繳付原價車費，並不設任何轉乘優惠、車費優惠、殘疾人士特惠票價等優惠，否則必須下車及等下一班遇到沒有故障的八達通機方可乘車。

### 歷史
1985年9月9日，九廣鐵路公司開辦了兩條九廣鐵路（九廣東鐵，今東鐵綫）的接駁巴士路線，方便鄰近地區的乘客利用接駁巴士轉乘鐵路往返市區，分別為：
- K11－沙田第一城 ↔ 銀禧花園（途經火炭站）
- K12－八號花園 ↔ 大埔墟車站

接駁巴士路線在最初開辦的時候，九廣鐵路公司並無自己的巴士車隊，初期租用旅遊巴士行走，當中包括城巴，而在1986年9月1日，改為租用九巴行走。直到1987年9月1日，九廣鐵路公司正式採用自行購置的巴士行走。

#### 擴展服務
鐵路巴士路線K11及K12開辦後，因應該路線免費提供有關服務，反應十分理想。因此九廣鐵路公司增辦數條接駁巴士路線去擴展服務，分別為：
- K14－大埔中心（大埔太和路） → 大埔墟車站
- K15－旺角車站（現稱旺角東站） ↔ 中港碼頭（現已取消）
- K16－九龍車站（現稱紅磡站） ↔ 尖沙咀中間道（現已取消）
- K17－富善邨 ↔ 大埔墟車站
- K18－廣福邨 ↔ 大埔墟車站

K15線開辦初期，由九廣鐵路公司、香港小輪及信和集團聯合經營，主要是宣傳信和集團所興建的中港城及接駁設有大量香港小輪航線的中港碼頭。直至1990年，路線K15改由九廣鐵路公司自行營辦。由於路線K15受到的士團體認為此舉扼殺他們的生存空間，故當時路線K15的尾班車為晚上9時。
K16綫原先只提供來往紅磡站及尖沙咀的接駁服務，後來配合2003年九廣西鐵（今屬屯馬綫）通車而大幅延長路綫至南昌站，並取代K15綫服務中港城、渡船街、海泓道一帶的乘客。接着，2004年尖沙咀支線通車，乘客可使用九廣東鐵（今東鐵綫）直達尖沙咀，故K16綫的總站由紅磡站縮短至尖東站。在九龍南綫通車前，本綫的客量相當高，因為本路綫途經尖沙咀的商業暢旺地帶，並提供免費服務予東鐵綫和西鐵綫的乘客。2009年8月16日，九龍南綫通車，屯馬綫乘客可使用鐵路直逹尖東站及紅磡站，本綫失去了轉乘作用並同時取消所有轉乘優惠，故客量即時銳減。同年9月19日，K16綫正式停駛，代表着港鐵接駁巴士服務全面撤出九龍區。

#### 批出特許經營權

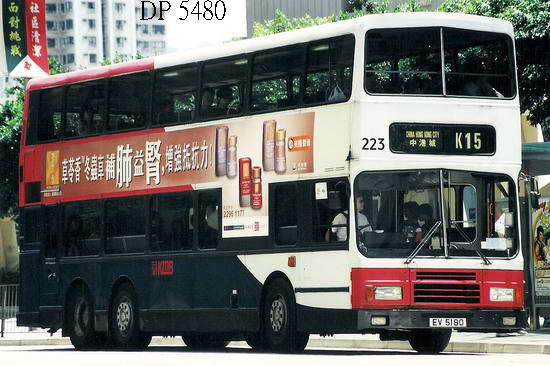
已停辦路線——K15

大部份九廣東鐵接駁巴士路線均為車站周邊地區提供直接的交通服務，而且路線免費為乘客提供服務，因此接駁巴士路線有一定客量支持。接駁巴士原意只為東鐵乘客提供接駁的服務，但巴士並無監管機制分辨接駁巴士乘客有否同時利用九廣東鐵服務，所以多年來一直有不少非東鐵乘客濫用。1998年，九鐵調查推算到每年有高達七百萬人次濫用接駁巴士服務，其中情況最嚴重的是來往旺角車站至中港碼頭的K15線。可是，九鐵公司因應法例限制下，無法將接駁巴士轉為收費的專利巴士服務。
當八達通系統出現後，可利用八達通紀錄分辨乘客有否使用鐵路服務。香港政府及九廣鐵路公司為解決大量市民濫用接駁巴士路線，因此決定於1999年5月3日起，將接駁巴士路線借殼九龍巴士，轉為專利巴士路線，但由九廣鐵路公司管理車輛和員工。接駁巴士路線專利化後，九巴將向乘客收取車費，原有東鐵乘客可利用八達通卡轉乘巴士路線，並可透過卡內的鐵路乘車記錄繼續享用免費接駁優惠（只限車費較低之一程）。
在新安排下，接駁巴士濫用情況獲得大幅改善。可是，路線K15因為乘客大多是非東鐵乘客，當轉為收費服務後，客量大幅下跌，因此路線K15於2001年6月3日改經海泓道（富榮花園、海富苑），以擴展服務範圍。
另一方面，路線K12原本只在平日提供服務，為方便東鐵乘客到大埔中心一帶，路線於2000年5月28日起增設假日服務。由於的士團體認為此舉扼殺他們的生存空間，故路線K12於假日不設轉車優惠。

#### 新鐵路啟用的影響

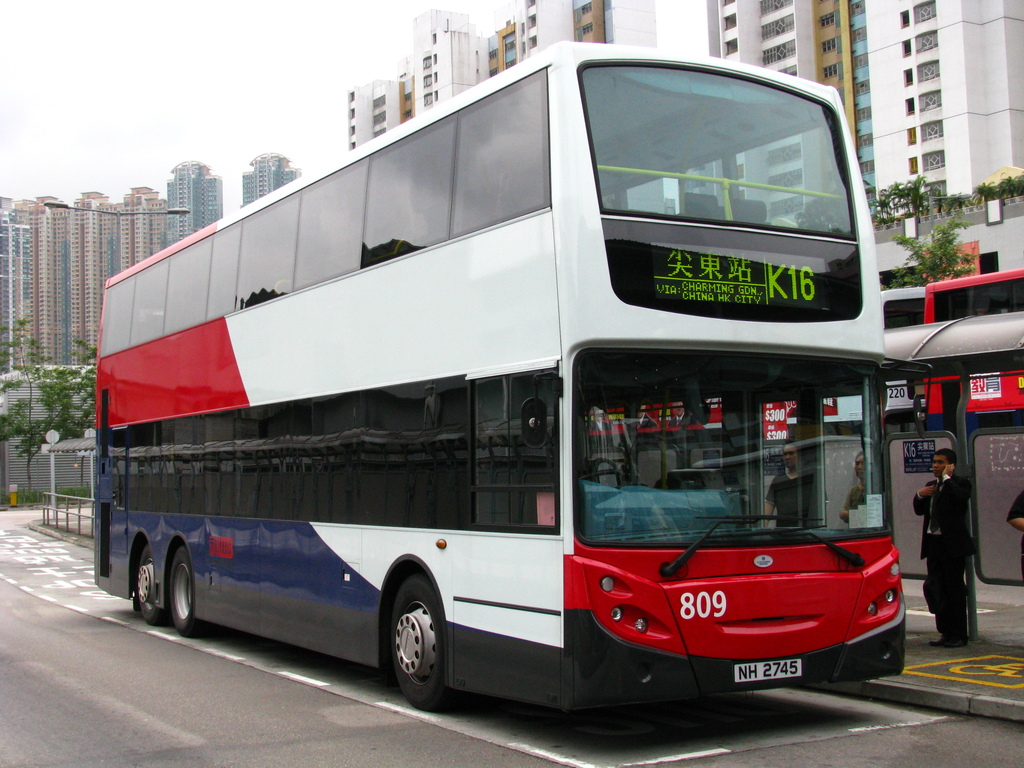
已停辦路線——K16

九廣西鐵於2003年12月20日通車，但西鐵通車時，市區終點站設於南昌站，因此九鐵安排將K16延駛至南昌站以便西鐵乘客前往紅磡站或轉乘九廣東鐵，並於假日提供服務。由於路線K16來回程皆途經海泓道，與K15的服務重疊，加上K16的班次較K15頻密，因此K15於2004年1月4日起永久停駛，並以專線小巴79K取代有關服務。當九鐵尖沙咀支線通車後，K16線的東面總站由原來的紅磡站縮短至尖東站。詳見九龍巴士K16線。
馬鞍山鐵路於2004年12月21日通車，並增設第一城站，為沙田第一城一帶居民提供鐵路服務。由於當地居民有直接的鐵路服務提供，無須繞經火炭站轉乘九廣東鐵，使K11線失去原有的轉乘作用，因此九鐵公司取消K11線與東鐵的免費轉乘優惠，並因乘客量大跌，最終於2007年1月15日永久停駛，並以專線小巴811、811A取代有關服務。
九龍南綫於2009年8月16日通車，由於沿綫居民有直接的鐵路服務提供，使K16線失去原有的轉乘作用，因此港鐵公司取消K16線與港鐵的所有免費轉乘優惠，並於9月19日永久停駛，以九龍巴士12線取代有關服務。自此港鐵巴士在九龍區再沒有提供任何服務。直到2025年1月1日為止，當日起港鐵巴士為九龍區輪椅乘客提供無障礙接駁服務。

## 港鐵接駁巴士（無障礙）
前身為「易達轎車」預約接載服務，於2025年1月1日開始，使用港鐵巴士提供無障礙接駁巴士服務，主要為接
載使用輪椅乘客提供的接駁巴士服務，由指定港鐵車站預約接載免費往返不同未能使用輪椅的車站出口。現時設有兩條指定路線行走觀塘區內，並由港鐵公司的巴士車隊方式提供服務。

### 路線
現時，港鐵公司營運開辦兩條無障礙港鐵接駁巴士綫，包括：
| 路綫                  | 起終／終站   | 起終／終站 | 起終／終站   | 指定港鐵轉車站 | 備註                      | 收費（港幣） |
| --------------------- | ------------ | ---------- | ------------ | -------------- | ------------------------- | ------------ |
| 藍田站接駁線 (啟田道) | 藍田站A出口  | ↔          | 油塘站B1出口 | 油塘站         | 上午7時至下午11時提供服務 | 免費         |
| 藍田站接駁線 (茜發道) | 藍田站D1出口 | ↔          | 油塘站B1出口 | 油塘站         | 上午7時至下午11時提供服務 | 免費         |

註：
- 使用輪椅的乘客如需使用以上免費無障礙接駁服務，可在服務時間每日上午七時至晚上十一時之間，請於到達藍田站或油塘站後致電2927 7350或聯絡車站職員。
- 每次可接載最多四名使用手動輪椅或電動輪椅的乘客，而每名使用輪椅的乘客可由一名同行者陪同乘車。
- 如乘客為輪椅使用者，請留意有關車輛的限制如下：
  - 1. 輪椅升降台負重上限350公斤(kg)；
  - 2. 輪椅升降台空間上限為長1,240毫米(mm) ×闊820毫米(mm)
- 由於調配車輛需時及要視乎路面交通情況，預計候車時間一般不多於30 分鐘。
- 當天文台發出黑色暴雨警告信號或八號或以上熱帶氣旋警告信號，有關服務將會暫停。

## 港鐵巴士（新界西北）

### 歷史

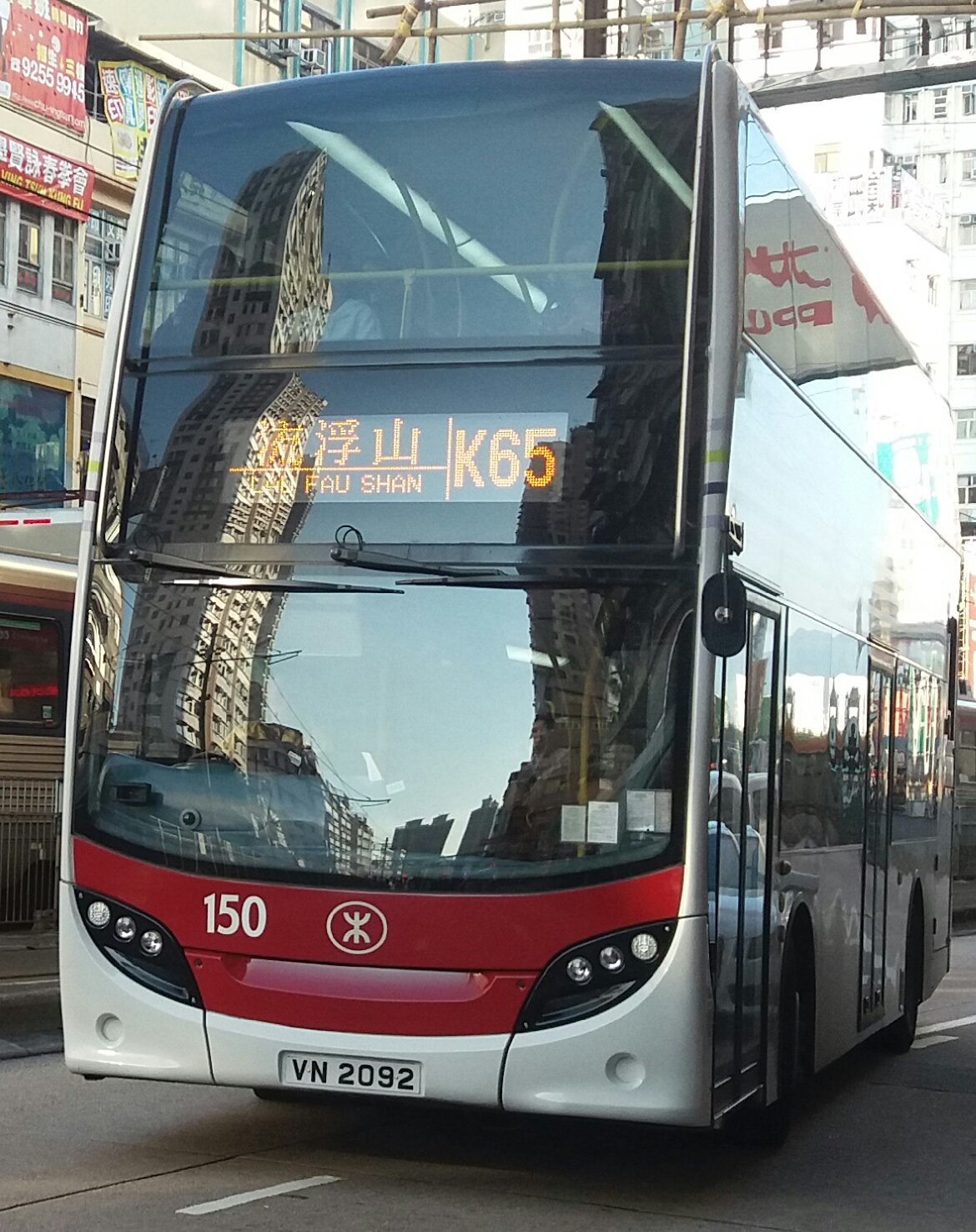
亞歷山大丹尼士Enviro 400港鐵巴士（新界西北）

輕鐵的接駁巴士服務，於1987年輕鐵投入服務之前就已經成立。由於政府立法在由大欖涌至凹頭的青山公路之間、屯門及元朗設立「輕鐵專區」（原本由1988年起為期20年，早期還不准許九龍巴士接載區內乘客，由於受地區議會壓力，至1993年在九鐵同意下就放寬這個限制，至2006年才正式屆滿在九鐵同意下再次就放寬這個限制），不准九巴開辦「輕鐵專區」內的區內巴士路線。但輕鐵服務範圍並非覆蓋整個屯門、元朗區內的所有地方，故有需要時由九鐵開辦接駁巴士以應付輕鐵覆蓋不到的地方。
輕鐵接駁巴士與東鐵接駁巴士不同，由於有「輕鐵專區」的關係，故此法例容許九鐵在「輕鐵專區」內開辦可收費的接駁巴士路線，這是東鐵接駁巴士不能做到的。最初開辦時，該等巴士以接駁輕鐵為主，2003年12月西鐵啟用時，九鐵重組輕鐵接駁巴士路線，以方便乘客轉乘西鐵。
跟東鐵綫接駁巴士另一不同的是輕鐵巴士於一開始已分為接駁巴士（路線編號原來和輕鐵一樣為三位數字，後改為以K開頭）和輔助巴士（編號以A開頭）兩種。前者的目的在於服務因輕鐵專區而取消原有九巴路線，但輕鐵未能到達的地區；故如果在乘搭輕鐵之前或之後乘搭接駁巴士，該車程免費。輔助巴士在於服務已有輕鐵到達，但因路線和原有巴士線不同，較難服務的地區（如屯門新墟、置樂花園一帶）；輔助巴士使用單程車票，並無轉駁優惠，需要支付全程車資（但持輕鐵月票可免費乘搭）。另外，亦可透過辨別路線編號中的英文字母：位於路線編號前的英文字母，「A」為「輔助巴士」（除了K52，其餘已全數停辦）、「K」為「接駁巴士」和「S」及「T」為「臨時巴士」；位於路線編號後的英位字母，「P」即短途特別班次，「X」就是特快巴士（已全數停辦)，「S」即只於星期一至五非繁忙時間服務的路線，「A」即只於週末以及公眾假期服務的路線。

### 路綫
現時港鐵公司開辦了20條輕鐵／屯馬綫接駁巴士綫及3條短程繁忙時間接駁綫(506、K65、K73)，包括：
| 港鐵巴士（新界西北） |              |              |                 |                                                   | |                                                    |                                             |
| 路綫                 | 終站         | 終站         | 港鐵 指定轉車站 | 輕鐵 建議轉車站                                   | 備註 | 成人收費（港幣） （小童／長者收費）                | 屯馬綫／輕鐵轉乘優惠                        |
| 506                  | 屯門碼頭     | 兆麟         | 屯門站          | 蝴蝶站 建安站 屯門站 市中心站                     | 途經美樂花園、兆山苑、龍門居、屯門IVE、港鐵屯門站、屯門市中心及安定 開辦時為循環綫方式的臨時接駁巴士路綫，原為輕鐵路綫， 因杯渡路架空輕鐵路軌工程（2002年7月14日起至2003年8月尾竣工）而開辦，及後因輕鐵列車不足，繼續以巴士行走                               | $5.1（$2.2）                                       | 免費                                        |
| K51                  | 富泰         | 大欖         | 兆康站 屯門站   | 鳳地站 兆康站 屯門站 市中心站 三聖站              | 途經嶺南大學、港鐵兆康站（南）、景峰、港鐵屯門站、屯門市中心、置樂花園及黃金海岸 前身為521綫（井財街－大欖） | $5.1（$2.2）                                       | 免費                                        |
| K51A                 | 富泰         | 掃管笏       | 兆康站 屯門站   | 鳳地站 兆康站 屯門站 市中心站 三聖站              | 途經嶺南大學、港鐵兆康站（南）、景峰、港鐵屯門站、屯門市中心、置樂花園及黃金海岸 | $5.1（$2.2）                                       | 免費                                        |
| K52                  | 悅湖山莊     | 龍鼓灘       | 屯門站          | 屯門碼頭站 三聖站 市中心站 屯門站 建安站 蝴蝶站   | 途經屯門碼頭、置樂花園、海榮路、屯門市中心、龍門居、兆山苑及望后石 前身為520綫（屯門碼頭－龍鼓灘）， 之後改為A52綫（屯門市中心－龍鼓灘） | $5.1（$2.2）                                       | 免費                                        |
| K52A                 | 屯門站       | 曾咀         | 屯門站          | 蝴蝶站 建安站 屯門站                              | (服務時間：8am至6pm) 特快經青雲站前往龍鼓灘及曾咀 途經望后石、兆山苑、龍門居、屯門IVE 於曾咀實施交通管制時間以外增停杯渡路「輕鐵屯門站」 | 屯門站—曾咀：$10.1($5.1) 屯門站—龍鼓灘：$5.1($2.2) | 屯門站—曾咀：$5.1($2.2) 屯門站—龍鼓灘：免費 |
| K52P                 | 龍鼓灘       | 屯門站       | 屯門站          | 蝴蝶站 屯門碼頭站 建安站 屯門站                   | 只於星期一至五上午繁忙時間提供服務 特快往來龍鼓灘經青雲站前至屯門站 途經望后石、屯門碼頭、兆山苑、龍門居、屯門IVE | $5.1（$2.2）                                       | 免費                                        |
| K53                  | 屯門站       | 掃管笏       | 屯門站          | 市中心站 三聖站                                   | 途經屯門市中心、置樂花園及黃金海岸 循環綫 | $5.1（$2.2）                                       | 免費                                        |
| K54                  | 和田邨       | 屯門市中心   | 兆康站          | 兆康站 市中心站                                   | 途經菁田、欣田、港鐵兆康站（北）及虹橋 循環綫 因應屯門54區項目和田邨、菁田邨及NOVO LAND入伙而開辦 | $5.1（$2.2）                                       | 免費                                        |
| K58                  | 富泰         | 青山灣       | 兆康站 屯門站   | 兆康站 屯門站 市中心站                            | 途經置樂花園、屯門市中心、港鐵屯門站、山景、良景、大興、屯門醫院、欣田、港鐵兆康站（南）及嶺南大學 只於星期一至六上下午繁忙時間提供服務， 另設星期一至五由田景路開往青山灣的固定特別班次： 0730、0740， 前身為A59綫為（良景－青山灣），之後延長為寶田－青山灣 | $5.1（$2.2）                                       | 免費                                        |
| K65                  | 元朗站       | 流浮山       | 天水圍站 元朗站 | 坑尾村站 屏山站 水邊圍站 豐年路站 大棠路站 元朗站 | 途經廈村、港鐵天水圍站、屏山、水邊圍及元朗大馬路 前身為655綫 | $5.1（$2.2）                                       | 免費                                        |
| K65A                 | 天水圍站     | 流浮山       | 天水圍站        | 不適用                                            | 途經廈村， 只於星期一至五上下午繁忙時間提供服務 | $5.1（$2.2）                                       | 免費                                        |
| K66                  | 大棠         | 朗屏         | 朗屏站          | 豐年路站                                          | 途經港鐵朗屏站、媽廟路、教育路及大棠路 由656綫（大棠－元朗工業邨）分拆而成 | $5.1（$2.2）                                       | 免費                                        |
| K66A                 | 大棠渡假村   | 朗屏邨悅屏樓 | 朗屏站          | 不適用                                            | 紅葉專線 只於大棠紅葉活動舉行期間提供服務 去程不停站前往大棠， 回程取消富達廣場至朗屏總站， 並新增馬田村站 | $5.1（$2.2）                                       | 免費                                        |
| K66S                 | 大棠渡假村   | 屏昌徑       | 朗屏站          | 不適用                                            | 紅葉專線 只於大棠紅葉活動舉行期間提供服務 停沿途各站 | $5.1（$2.2）                                       | 免費                                        |
| K68                  | 元朗工業邨   | 元朗公園     | 朗屏站          | 豐年路站                                          | 循環綫，途經朗屏邨、港鐵朗屏站及元朗南， 由656綫（大棠－元朗工業邨）分拆而成 | $5.1（$2.2）                                       | 免費                                        |
| K73                  | 天恆         | 元朗西       | 朗屏站          | 豐年路站                                          | 途經天秀路、麗湖居、天慈及朗屏邨、回程途經港鐵朗屏站 屯馬綫（屯門至南昌段）通車前編號為A74（天恆－元朗），屯馬綫通車後繞經港鐵朗屏站 | $5.1（$2.2）                                       | 免費                                        |
| K74                  | 天水圍市中心 | 凹頭         | 元朗站 朗屏站   | 豐年路站 元朗站                                   | 循環綫，途經天華路、天瑞、天慈及朗屏邨，去程途經元朗大馬路、港鐵元朗站及博愛醫院，回程朗善邨站後直達港鐵朗屏站 | $5.1（$2.2）                                       | 免費                                        |
| K75A                 | 天水圍站     | 洪水橋站     | 天水圍站        | 洪水橋站                                          | 循環綫，逆時針方向行駛行駛厦村（田廈路） | $5.1（$2.2）                                       | 免費                                        |
| K75P                 | 天瑞         | 洪水橋站     | 天水圍站        | 天耀站 洪水橋站                                   | 循環綫，途經樂湖居、天耀及港鐵天水圍站、順時針方向行駛厦村（田廈路）及洪福邨 前身為657綫（洪水橋－廈村（循環綫）），之後改為K75綫（洪水橋－天水圍站（循環綫））                                                                                               | $5.1（$2.2）                                       | 免費                                        |
| K75S                 | 天水圍站     | 洪福邨       | 天水圍站        | 不適用                                            | 循環綫 只於星期一至五上下午繁忙時間提供服務 | $5.1（$2.2）                                       | 免費                                        |
| K76                  | 天恆         | 天水圍站     | 天水圍站        | 不適用                                            | 天影路特快前往天水圍北，途經天富及天逸 原為繁忙時間來往天恆及兆康站的臨時特快綫，及後改為來往天恆及天水圍站的接駁綫 | $5.1（$2.2）                                       | 免費                                        |
| K76S                 | 濕地公園路   | 天水圍站     | 天水圍站        | 不適用                                            | 經天影路特快，途經天富、天逸及濕地公園 因應濕地公園項目Wetland Seasons Park入伙而開辦 只於星期一至五上下午繁忙時間提供服務 | $5.1（$2.2）                                       | 免費                                        |

註：
1. 由上述路綫轉乘輕鐵（或相反），除上述建議轉車站外，亦可於該綫所途經的輕鐵站轉乘。
2. 使用「全月通2（屯門—南昌）」、「全月通3（屯門—紅磡）」或「屯門—南昌全日通」的乘客，可以免費無限次乘搭上述路綫（包括K52A綫全程收費）。
3. 使用「遊客全日通」、「遊客過境旅遊票」或「港鐵車票#機場快綫車票」亦可以免費無限次乘搭上述路綫（包括K52A綫全程收費），但卡內須有港鐵車程紀錄（機場快綫及輕鐵除外）方可免費乘搭上述路綫。
4. 合資格學生或使用「學生身分」個人八達通乘搭上述路綫，可享有特惠車費優惠，費用相等於小童車費，如以現金繳付車費，則必須繳付成人車費。
5. 65歲或以上長者使用長者或個人八達通（包括「樂悠咭」），及合資格殘疾人士使用「殘疾人士身分」個人八達通乘搭上述路綫，可享有每程優惠車費HK$2或小童車費（以較低者為準），並可享有上述路綫（包括K52A綫全程收費）與屯馬綫／輕鐵免費轉乘；殘疾人士如以現金繳付車費，則必須繳付成人車費。
6. 60-64歲或香港居民使用「樂悠咭」乘搭上述路綫，可享有每程優惠車費HK$2或成人車費（以較低者為準），並可享有上述路綫（包括K52A綫全程收費）與屯馬綫／輕鐵免費轉乘；如以現金繳付車費，則必須繳付成人車費。

### 港鐵巴士互轉港鐵巴士轉乘優惠
港鐵巴士亦提供轉乘優惠予八達通乘客。乘客必須使用同一張八達通卡登上首程巴士後60分鐘內乘搭次程巴士方可享有轉乘優惠。各巴士路線之轉乘優惠如下：
| 首程路線         | 免費轉乘下列路線           |
| ---------------- | -------------------------- |
| 506              | K51、K51A、K52             |
| K51、K51A、K52   | 506                        |
| K53、K54         | K58                        |
| K58              | K53、K54                   |
| K65              | K66、K68、K75A、K75P、K75S |
| K65A、K76、K76S  | K75A、K75P、K75S           |
| K66              | K65、K68                   |
| K68              | K65、K66                   |
| K73              | K74                        |
| K74              | K73                        |
| K75A、K75P、K75S | K65、K65A、K76、K76S       |

- 港鐵巴士互轉港鐵巴士的轉乘模式並不適用於K52A及K52S線
- 輕鐵免費轉乘優惠：必須於建議輕鐵站出站收費器確認後60分鐘內再於巴士八達通收費器確認，或於巴士八達通收費器確認後60分鐘內再於建議輕鐵站入站收費器確認
- 港鐵免費轉乘優惠：必須於指定港鐵站出閘後60分鐘內再於巴士八達通收費器確認，或於巴士八達通收費器確認後60分鐘內再於指定港鐵站入閘
- 注意事項：
  - 轉乘優惠不可以與機場快綫免費港鐵接駁服務共用；
  - 轉乘模式可以為以下模式 ：

1. 港鐵巴士→港鐵巴士（只適用於指定路線）、
2. 港鐵／輕鐵←→港鐵巴士、
3. 輕鐵或港鐵巴士←→港鐵←→港鐵接駁巴士（連續轉乘不適用於港鐵接駁巴士→港鐵→港鐵接駁巴士）、
4. 港鐵巴士→輕鐵→港鐵巴士（不適用於同一條港鐵巴士路線），或
5. 輕鐵或港鐵巴士→港鐵→輕鐵或港鐵巴士（全程不能超過120分鐘）。

## 九鐵屋邨巴士服務
九廣鐵路公司曾經開辦3條屋邨巴士服務，一條是1980年代開辦，來往策誠軒（大埔滘九鐵職員宿舍）及大埔墟站的路線50R（後稱NR50），2005年8月21日起轉由陽光巴士營運。另外在元朗區亦先後開辦95R（後稱NR95），來往元朗朗屏邨及上水站，以及916R，來往新元朗中心及上水站。916R在1997年年底與95R合併，而95R亦於2002年起轉由另一家旅遊巴士公司（偉文旅運）營運，改稱NR95。

## 地鐵巴士
兩鐵合併前的地鐵於1983年，曾購買20輛來自倫敦運輸局的丹拿珍寶（倫敦運輸局編號DMS）巴士，計劃開辦6條接駁地鐵站的巴士線：
- 尖沙咀站 ↔ 尖沙咀東（曾交由城巴以免費接駁巴士形式試辦）（即後來的九巴5M線、後改為九龍專線小巴第二代1線、均已取消）
- 荃灣站 ↔ 荃灣新市鎮（循環線）（即後來的九巴第二代40M線、已取消）
- 鑽石山站 ↔ 新蒲崗（即後來的九巴11M線、後改為現時九巴29M線）
- 金鐘站 ↔ 灣仔新填地（即後來的中巴24M線、已取消）
- 金鐘站 ↔ 銅鑼灣
- 金鐘站 ↔ 北角城市花園（即後來中巴的23M線、已取消）

這項計劃卻遭到九龍巴士公司（九巴）和中華汽車有限公司（中巴）反對，行政局最後未有通過，而令計劃告吹。該批DMS後來轉售給城巴營運。部分路線則交由九巴和中巴開辦，可是由於客量不佳，很快便停辦。

## 巴士車隊

### 租用九鐵巴士
截至2025年5月8日，香港鐵路有限公司向九廣鐵路公司租用176輛巴士，全數為可供輪椅使用者乘搭的特低地台巴士。

### 車隊
- 特低地台雙層空調巴士：161部
- 特低地台單層空調巴士：11部
- 高地台復康巴士：4部

以下為車隊：
| 型號                                   | 編號                  | 現役量 | 服役年份                             | 車身                                 | 載客量                                        | 引擎                             | 波箱                       | 服務地點               | 備註 |
| -------------------------------------- | --------------------- | ------ | ------------------------------------ | ------------------------------------ | --------------------------------------------- | -------------------------------- | -------------------------- | ---------------------- | ---- |
| 亞歷山大丹尼士Enviro 400 10.5米        | 140–146、148          | 8      | 2012年－                             | 亞歷山大丹尼士Enviro400              | U47/L23+S20                                   | 康明斯 ISL8.9 E5 320B（歐盟5型） | ZF EcoLife 6AP1403B8       | 港鐵巴士               |      |
| 亞歷山大丹尼士Enviro 400 Euro V 10.5米 | 149–150               | 2      | 2018年－                             | 亞歷山大丹尼士Enviro400 Euro V       | U47/L23+S20                                   | 康明斯 ISL8.9 E5 320B（歐盟5型） | ZF EcoLife 6AP1403B8       | 港鐵巴士               |      |
| 富豪B9TL 11.3米                        | 319–386               | 68     | 2016年－                             | Wright Eclipse Gemini 2              | U55/L25+S46                                   | 富豪D9B-310（歐盟5型）           | Voith DIWA864.5            | 港鐵巴士               |      |
| 亞歷山大丹尼士Enviro 500 MMC 11.3米    | 504–542、544–545      | 41     | 2013年/2014年/2015年/2017年/2018年－ | 亞歷山大丹尼士Enviro500 MMC          | U51/L25+S46（504-509） U53/L25+S46（510-545） | 康明斯 ISL8.9 E5 340B（歐盟5型） | ZF Ecolife 6AP1700B        | 港鐵巴士               |      |
| 亞歷山大丹尼士Enviro 500 MMC 11.3米    | 546–549               | 4      | 2021年－                             | 亞歷山大丹尼士Enviro500 MMC facelift | U55/L25+S45                                   | 康明斯L9E6C340B（歐盟6型）       | Voith DIWA864.6D4          | 港鐵巴士               |      |
| 亞歷山大丹尼士Enviro 500 MMC 11.3米    | 550                   | 1      | 2024年－                             | 亞歷山大丹尼士Enviro500 MMC facelift | U55/L25+S46                                   | 康明斯L9E6C340B（歐盟6型）       | ZF Ecolife 6AP1700B        | 港鐵巴士               |      |
| 亞歷山大丹尼士Enviro 500 12米          | 803、810–811、813–824 | 15     | 2008年/2009年－                      | 亞歷山大丹尼士Enviro500              | U53/L27+S44                                   | 康明斯ISLe340B（歐盟4型）        | Voith DIWA864.5D4          | 港鐵巴士/ 港鐵接駁巴士 |      |
| 亞歷山大丹尼士Enviro 500 11.3米        | 825–833               | 9      | 2012年－                             | 亞歷山大丹尼士Enviro500              | U51/L25+S44                                   | 康明斯 ISL8.9 E5 340B（歐盟5型） | ZF 6HP604C                 | 港鐵巴士               |      |
| 亞歷山大丹尼士Enviro 500 MMC 12米      | 860–862               | 3      | 2022年－                             | 亞歷山大丹尼士Enviro500 MMC facelift | U59/L31+S44                                   | 康明斯L9E6C340B（歐盟6型）       | Voith DIWA864.6            | 港鐵巴士               |      |
| 亞歷山大丹尼士Enviro 500 EV 12米       | Z01–Z36               | 10     | 2024年/2025年－                      | 亞歷山大丹尼士Enviro500 EV           | U55/L31+S29（Z01） U55/L31+S36（Z02-Z36）     | Voith VEDS HD（純電動）          | 不設波箱                   | 港鐵巴士               |      |
| 亞歷山大丹尼士Enviro 200 Dart 11.3米   | 901–911               | 11     | 2008年－                             | 亞歷山大丹尼士Enviro200 Dart         | L27+S50                                       | 康明斯ISBe4+225B（歐盟4型）      | VOITH DIWA 854.5           | 港鐵巴士               |      |
| 五十鈴 NPR                             | AC1–AC4               | 4      | 2024年－                             | Isuzu NPR75U 捷聯JL-021              | L15                                           | 五十鈴 4HK1-E6C-C（歐盟6型）     | 五十鈴 MZZ6F 6前速自動波箱 | 港鐵接駁巴士（無障礙） |      |

以下為已退役車隊資料：
| 型號                                | 編號                  | 服役年份                               | 車身                        | 載客量                              | 引擎                             | 波箱                 | 服務地點               | 備註 |
| ----------------------------------- | --------------------- | -------------------------------------- | --------------------------- | ----------------------------------- | -------------------------------- | -------------------- | ---------------------- | ---- |
| 都城嘉慕都城型9.7米                 | 101–139               | 1987年－2005年                         | 都城嘉慕威曼阿波羅MkII      | U58/L34+S17                         | Gardner 6LXB                     | VOITH DIWA851.2      | 九鐵巴士 東鐵接駁巴士  |      |
| 都城嘉慕都城型9.7米                 | 140–159               | 1988年－1995年                         | 都城嘉慕威曼阿波羅MkI       | U47/L30+S26                         | Gardner 6LXB                     | VOITH DIWA851        | 九鐵巴士               |      |
| 亞歷山大丹尼士Enviro 400 10.5米     | 147                   | 2012年－2023年                         | 亞歷山大丹尼士Enviro400     | U47/L23+S20                         | 康明斯 ISL8.9 E5 320B（歐盟5型） | ZF EcoLife 6AP1403B8 | 港鐵巴士               |      |
| 豐田Coaster HB30                    | 160–171               | 1988年－1997年                         | 荒川                        | L24+S0                              | 豐田汽車2H                       | 豐田                 | 九鐵巴士               |      |
| 利蘭奧林匹克11米                    | 201–224               | 1990年－2009年                         | 亞歷山大R型                 | U64/L40+S32                         | 康明斯LT10-B245                  | ZF 4HP500            | 港鐵接駁巴士           |      |
| 富豪奧林比安11米                    | 225–239               | 1997年/1998年－2015年                  | Plaxton Palatine            | U53/L39+S28                         | 富豪D10A-245（歐盟2型）          | VOITH DIWA863.3      | 港鐵巴士               |      |
| 三菱MK117J                          | 301-311               | 1991年－2009年                         | 三菱                        | L25+S26                             | 三菱6D16-OA                      | Allison AT545        | 港鐵巴士               |      |
| 三菱BM117L                          | 312–317               | 1992年－2000年                         | 亞洲、捷聯                  | L57+S0（312-314） L56+S0（315-317） | 三菱6D16-OA                      | 三菱M5S5 5           | 九鐵巴士               |      |
| 三菱MP618                           | 318                   | 1994年－1995年（試用期滿後退回供應商） | 三菱                        | L45+S28                             | 三菱6D22-OA                      | Allison MTB647       | 九鐵巴士               |      |
| 富豪B10M                            | 401–415               | 1995年－2012年                         | Northern Counties Paladin   | L40+S48                             | 富豪THD102KF（歐盟1型）          | ZF 4HP500            | 港鐵巴士               |      |
| 丹尼士飛鏢巴士 10米                 | 501–503               | 1995年－2012年                         | Northern Countries          | L43+S18                             | 康明斯6BT5.9（歐盟1型）          | Allison AT545        | 港鐵巴士               |      |
| 亞歷山大丹尼士Enviro 500 MMC 11.3米 | 543                   | 2018年－2020年                         | 亞歷山大丹尼士Enviro500 MMC | U53/L25+S46                         | 康明斯 ISL8.9 E5 340B（歐盟5型） | ZF Ecolife 6AP1700B  | 港鐵巴士               |      |
| 丹尼士三叉戟11.3米                  | 601–622               | 2000年－2017年                         | 亞歷山大ALX500              | U53/L30+S37                         | 康明斯M11-305E21（歐盟2型）      | Voith DIWA864.3      | 港鐵巴士               |      |
| 丹尼士三叉戟10.6米                  | 701–747               | 2004年從新巴購入（1999年）－ 2016年    | 亞歷山大ALX500              | U51/L27+S34                         | 康明斯M11-305E21（歐盟2型）      | VOITH DIWA863.3      | 港鐵巴士               |      |
| 丹尼士三叉戟11.3米                  | 748–753               | 2004年從新巴購入（1999年）－ 2016年    | 亞歷山大ALX500              | U53/L30+S35                         | 康明斯M11-305E21（歐盟2型）      | VOITH DIWA863.3      | 港鐵巴士               |      |
| 亞歷山大丹尼士Enviro 500 12米       | 801–802、804–809、812 | 2008年/2009年－2024年/2025年           | 亞歷山大丹尼士Enviro500     | U53/L27+S44                         | 康明斯ISLe340B（歐盟4型）        | Voith DIWA864.5D4    | 港鐵巴士/ 港鐵接駁巴士 |      |

### 兩鐵合併前九鐵向城巴、新巴租用的車輛

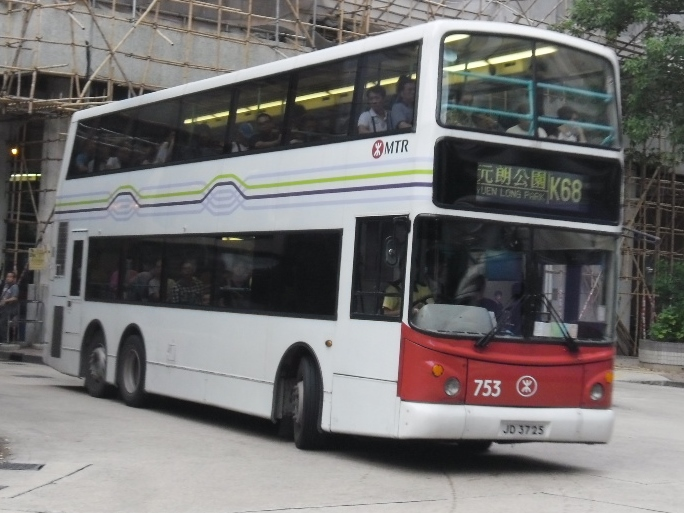
向新巴購入的丹尼士三叉戟三型

九鐵巴士於1985年運作時曾向城巴租用二手巴士，直到1986年改為向九巴租用巴士為止。
2002年8月至2003年10月期間，九鐵巴士向城巴租用8輛1989年利蘭奧林匹克（編號K105、K111-K117），以作舒緩其車輛不足的情況，及用作行駛受杯渡路輕鐵架空工程影響的輕鐵路線（505、506）。
2003年10月起，九鐵巴士改向新世界第一巴士（新巴）租用31部富豪奧林比安（編號K201-K220、K225-K235）及4部利蘭奧林匹克巴士（編號K221-K224）。原因當時城巴用車緊張，需要取回該批巴士（但實際上乃為Stagecoach出售城巴予周大福，因此需將該批巴士運回英國行走）。此外，新巴正值城巴被周大福收購，兩巴同歸相同集團其下，新巴因而進行路線和班次重組，令新巴出現車輛過剩情況。而新巴的巴士均設有獨立上落車門，可快速讓乘客進出車廂。有關巴士在2004年7月至12月間陸續退還予新巴，適逢新巴因城巴被周大福收購而車輛數目過剩之契機，取而代之的永久措施是，向新巴直接購入53輛服役中的1999年二手超低地台巴士（701-753）。

### 歐盟4型車輛
九鐵公司在2007年1月12日宣佈斥資約5,500萬元，向亞歷山大丹尼士購買20輛符合歐盟4型廢氣排放標準的環保巴士，包括9輛亞歷山大丹尼士Enviro 500雙層巴士及11輛亞歷山大丹尼士Enviro 200單層巴士，以取代將於2008年全數退役的利蘭奧林匹克11米空調巴士及全數11輛1991年三菱MK117J單層空調巴士。當中11輛飛鏢Enviro 200型單層巴士更是首次引入香港的。首批共9輛Enviro 500型雙層巴士於2007年11月起付運抵港，現已全數投入服務；而11輛飛鏢Enviro 200型單層巴士於2008年8月起陸續付運抵港，現已全數投入服務。2009年4月第2批部分Enviro 500型雙層巴士陸續到港（總數為15輛）；除801至814外，其餘巴士出廠時已漆上新色彩。

### 歐盟5型車輛
港鐵在2011年4月宣佈，向亞歷山大丹尼士購買18輛符合歐盟五型廢氣排放標準的環保巴士，包括9輛亞歷山大丹尼士Enviro 500三軸11.3米雙層巴士及9輛亞歷山大丹尼士Enviro 400兩軸10.5米雙層巴士，以取代將於2012年正式退役的全數15輛富豪B10M單層空調巴士及全數3輛丹尼士飛鏢單層空調巴士。當中9輛Enviro 400型巴士更是前九鐵的都城嘉慕威曼都城巴士在2005年全數退役後，港鐵公司再次引進的兩軸雙層巴士。其中，首2輛Enviro  400型巴士（編號140、141）於2012年5月出牌。140於5月27日投入服務，行走K65線，現已全數投入服務。而首2輛Enviro 500型巴士（編號825、826）於2012年9月出牌。它們於10月5日投入服務，行走K76線，現已全數投入服務。
港鐵於2012年9月增訂6輛Enviro 500 MMC型三軸11.3米雙層巴士，用於新界西北地區，新車預計於2012年年底前運抵香港，此批新型車輛廂內設有多項新型設施，包括以話音廣播的電子報站系統及提供下一站名稱資料的發光二極管螢幕等等。此批新型車輛身長11.3米，每輛可以運載乘客120名，將會用以加強支持屯馬綫和輕鐵的接駁服務，全部於2013年8月28日出牌；其後於2013年1月額外增訂28輛，以取代將於2014-2015年正式退役的全數15輛富豪奧林匹克11米雙層空調巴士及其中13部1999年二手丹尼士三叉戟。當這2批車全數投入服務後，港鐵巴士車隊將會全面特低地台化。
港鐵於2014年9月改向富豪購買62輛符合歐盟5型廢氣排放標準的富豪B9TL 11.3米環保巴士，以取代將於2015-2017年正式退役的其餘62輛丹尼士三叉戟雙層空調巴士，已陸續於2016-17年投入服務。在首批新車抵港前，港鐵於公佈2015年中期業績的同時，公佈加訂6輛同型號巴士，以騰出6輛2008年亞歷山大丹尼士Enviro 200 11.3米（9XX）單層巴士在鐵路服務受影響時作緊急備用。此批新車更是港鐵（前九鐵）訂單（68輛）及總載客量（126人）最多的巴士（不包括由其他公司租用之巴士）。當這批車全數投入服務後，港鐵巴士車隊廢氣排放標準將會全面提升至歐盟4型或以上。
港鐵於2016年11月額外增訂8輛Enviro 500 MMC型三軸11.3米雙層巴士及兩輛Enviro 400型兩軸10.5米雙層巴士，擴充港鐵巴士車隊，以應付新界西北區人口不斷增長。

### 歐盟6型車輛
港鐵於2020年初增訂4輛Enviro 500 MMC型三軸11.3米雙層巴士，新車採用Facelift車身，用以擴充港鐵巴士車隊，用於新界西北地區，新車於2020年年底前運抵香港。
港鐵於2021年增訂3輛Enviro 500 MMC型三軸12米雙層巴士，新車採用Facelift車身，用以擴充港鐵巴士車隊，用於新界西北地區，新車於2022年年初運抵香港。

### 純電動車輛
港鐵於2021年訂購1輛Enviro 500 EV型三軸12米雙層巴士，用以測試新能源車輛性能及擴充港鐵巴士車隊，用於新界西北地區，新車於2024年年初運抵香港。
港鐵於2024年5月改向亞歷山大丹尼士購買35輛Enviro 500 EV 12米環保巴士，以取代將於2008-2009年正式退役的24輛亞歷山大丹尼士Enviro 500 12米雙層空調巴士及11輛亞歷山大丹尼士Enviro 200單層巴士，預計於2024-26年投入服務。此批新車更是港鐵首批大量訂購純電動巴士。當這批車全數投入服務後，港鐵巴士車隊全面雙層化，以及廢氣排放標準將會全面提升至歐盟5型或以上。

## 意外事故
- 2014年11月21日，下午2時許，一部行駛K52線的港鐵巴士（編號607）在湖翠路交匯處攔腰撞向一輛往田景方向的507線輕鐵（編號1093），23人受傷；[4]巴士車頭龍骨破裂，懸掛彈簧脫落，導致駕駛室連帶錢箱及八達通機向左傾，輕鐵部分車卡被撞至出軌。[5]事後輕鐵列車經修復後已復出，但肇事巴士車齡達14年，距離當局新頒布的15年退役年期不過一年，加上巴士右邊底盤斷裂及油缸爆破，因此並未有復出，而是將配額轉移至新一批歐盟五期巴士，並直接退役。
- 2017年5月8日，下午6時許，一部行駛K73線的港鐵巴士（編號617）與一輛706線拖卡輕鐵（編號1029及1037）於天秀路交匯處相撞，22人受傷；[6]巴士車長事後解釋因陽光猛烈而致看不到交通燈號肇禍，經審訊後被判入獄1年。[7][8]
- 2019年11月9日，凌晨4時許，一輛港鐵巴士（編號385）於天恆邨巴士總站內，被示威者以硬物擊毀巴士的擋風玻璃、電子路線顯示牌及八達通處理器等。
- 2020年5月5日，下午4時許，一輛港鐵巴士（編號543）於在於屯門公路往元朗方向行駛，至華都花園對出隔音屏附近時爆呔。港鐵巴士等候拖車期間，巴士突然起火，全車付諸一炬，最終因底盤及車架扭曲變形，難以復修，預計直接除牌退役，只服役了約兩年。成為全香港首部退役的11.3米E500MMC巴士。

## 外部連結

### 港鐵
- 巴士路綫及車費 （页面存档备份，存于）
- 港鐵巴士及港鐵接駁巴士車費 （页面存档备份，存于）

### 其他
- 輕鐵網上客務中心 （页面存档备份，存于）
- 香港巴士大典上的相关条目：港鐵巴士